# Cambodian League 2021
Die Cambodian League 2021 war die 17. Spielzeit der höchsten Fußballliga in Kambodscha seit ihrer Gründung im Jahr 2005. Die Liga war aus Sponsoringgründen auch als Metfone Cambodian League bekannt. Am Spielbetrieb nahmen 13 Mannschaften teil. Titelverteidiger war Boeung Ket Angkor.

## Mannschaften
| Mannschaft                    | Standort      | Stadion                  | Kapazitaet |
| ----------------------------- | ------------- | ------------------------ | ---------- |
| Angkor Tiger                  | Siem Reap     | SRU Stadium              | 5000       |
| Asia Euro United              | Kandal        | AEU Sport Park           | 2500       |
| Boeung Ket Angkor             | Phnom Penh    | Cambodia Airways Stadium | 2500       |
| Electricite du Cambodge       | Phnom Penh    | EDC Stadium              | 1000       |
| Kirivong Sok Sen Chey         | Takeo         | Kirivong Stadium         | 1000       |
| Nagaworld FC                  | Phnom Penh    |                          |            |
| National Police Commissary FC | Sihanoukville |                          |            |
| Phnom Penh Crown              | Phnom Penh    | Smart RSN Stadium        | 5000       |
| Preah Khan Reach Svay Rieng   | Svay Rieng    | Svay Rieng Stadium       | 2500       |
| Prey Veng FC                  | Prey Veng     | Prey Veng Stadium        |            |
| Soltilo Angkor                | Siem Reap     | SRU Stadium              | 5000       |
| National Defense Ministry FC  | Phnom Penh    | RCAF Old Stadium         | 15.000     |
| Visakha FC                    | Phnom Penh    | Visakha Stadium          | 7000       |

## Personal
Stand: 7. April 2021
| Mannschaft                    | Trainer                | Mannschaftskapitän |
| ----------------------------- | ---------------------- | ------------------ |
| Angkor Tiger                  | Oriol Mohedano         | Chhong Bunnath     |
| Asia Euro United              | Sok Veasna             | Lay Raksmey        |
| Boeung Ket Angkor             | Kim Pheakdey           | Hong Pheng         |
| Electricite du Cambodge       | Meas Samoeun           | Chhoeung Visinu    |
| Kirivong Sok Sen Chey         | Ekapob Potisai         | Soch Rotha         |
| Nagaworld FC                  | Meas Channa            | Kouch Sokumpheak   |
| National Police Commissary FC | Ung Kanyanith          | Say Piseth         |
| Phnom Penh Crown              | Oleg Starynskyi        | Orn Chanpolin      |
| Preah Khan Reach Svay Rieng   | Conor Nestor           | Soeuy Visal        |
| Prey Veng FC                  | Thongchai Rungreangles | Nhoem Lyhuor       |
| Soltilo Angkor                | Darren Pomroy          | Eam Ratana         |
| National Defense Ministry FC  | Hor Sokheng            | Phuong Soksana     |
| Visakha FC                    | Colum Curtis           | Keo Sokpheng       |

## Ausländische Spieler
Stand: 7. April 2021
| Mannschaft                       | Spieler 1           | Spieler 2            | Spieler 3          | Spieler 4       | Spieler AFC       | Ehemalige Spieler                                        |
| -------------------------------- | ------------------- | -------------------- | ------------------ | --------------- | ----------------- | -------------------------------------------------------- |
| Angkor Tiger                     | Eliel Guardiano     | Iago                 | Maksim Taleyko     | Ata Inia        | Kōsuke Uchida     |                                                          |
| Asia Euro United                 | Ajayi Gbenga Samuel | Rasheed Omokafe      | Manuel E Johnson   | Yuya Kuriyama   | Kanta Asami       | Magson Dourado Abbee Ndjoo                               |
| Boeung Ket Angkor                | Abbee Ndjoo         | Anderson Zogbe       | Mothusi Gopane     | Kenta Yamazaki  | Hikaru Mizuno     | Marko Rajković                                           |
| Electricite du Cambodge          |                     |                      |                    |                 |                   |                                                          |
| Kirivong Sok Sen Chey            | Douglas             | Osmar                | David Julien       | Reiya Kinoshita | Taku Yanagidate   |                                                          |
| Nagaworld FC                     | Marques Marcio      | Súper                | Petru Leucă        |                 | Fumiya Kogure     |                                                          |
| [National Police Commissary FC]] | Baldwin Ngwa        | Brian Longnyo        | Soma Otani         |                 | Tsubasa Mitani    | Shane Booysen                                            |
| Phnom Penh Crown                 | Matheus Souza       | Rafael Andrés Nieto  | Valeriy Gryshyn    | Yūdai Ogawa     | Takaki Ose        |                                                          |
| Preah Khan Reach Svay Rieng      | Privat Mbarga       | Emmanuel Mbarga      | Robert Lopez Mendy | Mika            | Daisuke Kobayashi | Paddy Barrett Thiago Santos                              |
| Prey Veng FC                     | Magson Dourado      | Esoh Paul Omogba     | Seon Power         |                 | Alisher Mirzaev   |                                                          |
| Soltilo Angkor                   | Yannick Francois    | Barry Lelouma        | Reo Kageyama       | Takeo Miyazaki  | Unno Tomoyuki     | Kisa Kutsuwada                                           |
| National Defense Ministry FC     | Okereke Timothy     | Rio Sakuma           | Yuta Kikuchi       |                 | Ha Chan-young     | Takumu Nishihara Romário Cristiano Sergipano Dzarma Bata |
| Visakha FC                       | Cristian Alex       | Ajayi Opeyemi Korede | Mohammed Khan      | Marcus Haber    | Lee Jae-gun       | Charlie Machell Mustafa Zazai                            |

 Spieler, die während der Saison den Verein verlassen haben

## Tabellen

### Reguläre Saison
Stand: September 2021
| Pl. | Verein                        | Sp. | S | U | N | Tore    | Diff. | Punkte |
| --- | ----------------------------- | --- | - | - | - | ------- | ----- | ------ |
| 1.  | Visakha FC                    | 12  | 8 | 4 | 0 | 044:130 | +31   | 28     |
| 2.  | Phnom Penh Crown              | 12  | 8 | 4 | 0 | 040:130 | +27   | 28     |
| 3.  | Preah Khan Reach Svay Rieng   | 12  | 8 | 1 | 3 | 038:190 | +19   | 25     |
| 4.  | Nagaworld FC                  | 12  | 7 | 4 | 1 | 033:210 | +12   | 25     |
| 5.  | Boeung Ket Angkor             | 12  | 8 | 0 | 4 | 020:120 | +8    | 24     |
| 6.  | Angkor Tiger                  | 12  | 6 | 3 | 3 | 017:140 | +3    | 21     |
| 7.  | National Defense Ministry FC  | 12  | 5 | 4 | 3 | 019:140 | +5    | 19     |
| 8.  | Kirivong Sok Sen Chey         | 12  | 4 | 1 | 7 | 015:230 | −8    | 13     |
| 9.  | Asia Euro United              | 12  | 4 | 1 | 7 | 024:380 | −14   | 13     |
| 10. | Electricite du Cambodge       | 12  | 2 | 1 | 9 | 007:380 | −31   | 07     |
| 11. | Prey Veng FC                  | 12  | 1 | 3 | 8 | 018:260 | −8    | 06     |
| 12. | Soltilo Angkor                | 13  | 2 | 2 | 9 | 009:350 | −26   | 08     |
| 13. | National Police Commissary FC | 12  | 0 | 4 | 8 | 009:270 | −18   | 04     |

### Meisterrunde
Stand: Saisonende 2021
| Pl. | Verein                       | Sp. | S  | U | N  | Tore    | Diff. | Punkte |
| --- | ---------------------------- | --- | -- | - | -- | ------- | ----- | ------ |
| 1.  | Phnom Penh Crown             | 19  | 13 | 5 | 1  | 054:180 | +36   | 44     |
| 2.  | Preah Khan Reach Svay Rieng  | 19  | 13 | 3 | 3  | 058:260 | +32   | 42     |
| 3.  | Visakha FC                   | 19  | 11 | 7 | 1  | 056:190 | +37   | 40     |
| 4.  | Nagaworld FC                 | 19  | 11 | 4 | 4  | 052:340 | +18   | 37     |
| 5.  | Boeung Ket Angkor            | 19  | 11 | 2 | 6  | 030:220 | +8    | 35     |
| 6.  | Angkor Tiger                 | 19  | 8  | 4 | 7  | 031:310 | ±0    | 28     |
| 7.  | National Defense Ministry FC | 19  | 6  | 5 | 8  | 025:270 | −2    | 23     |
| 8.  | Kirivong Sok Sen Chey        | 19  | 4  | 1 | 14 | 022:540 | −32   | 13     |

### Abstiegsrunde
Stand: Saisonende 2021
| Pl. | Verein                        | Sp. | S | U | N  | Tore    | Diff. | Punkte |
| --- | ----------------------------- | --- | - | - | -- | ------- | ----- | ------ |
| 9.  | National Police Commissary FC | 16  | 3 | 5 | 8  | 018:320 | −14   | 14     |
| 10. | Asia Euro United              | 16  | 4 | 2 | 10 | 030:490 | −19   | 14     |
| 11. | Electricite du Cambodge       | 16  | 3 | 4 | 9  | 014:440 | −30   | 13     |
| 12. | Prey Veng FC                  | 16  | 2 | 5 | 9  | 023:300 | −7    | 11     |
| 13. | Soltilo Angkor                | 16  | 1 | 5 | 10 | 012:390 | −27   | 08     |

## TOP Torschützen
Stand: Saisonende 2021
| Platz | Spieler              | Mannschaft                                  | Tore |
| ----- | -------------------- | ------------------------------------------- | ---- |
| 1.    | Marques Marcio       | Nagaworld FC                                | 22   |
| 2.    | Befolo Mbarga        | Preah Khan Reach Svay Rieng                 | 21   |
| 3.    | Marcus Haber         | Visakha FC                                  | 17   |
| 4     | Mika                 | Preah Khan Reach Svay Rieng                 | 15   |
| 5     | Ajayi Opeyemi Korede | Visakha FC                                  | 14   |
| 6.    | Chan Vathanaka       | Boeung Ket Angkor                           | 13   |
| 6.    | Andres Nieto         | Phnom Penh Crown                            | 13   |
| 8.    | Abbee Ndjoo          | Asia Euro United (10)/Boeung Ket Angkor (1) | 11   |
| 8.    | Brak Thiva           | Phnom Penh Crown                            | 11   |
| 10.   | Eliel da Cruz        | Angkor Tiger                                | 10   |
| 11.   | Keo Sokpheng         | Visakha FC                                  | 9    |
| 12.   | Matheus Souza        | Phnom Penh Crown                            | 8    |
| 13.   | Robert Lopez Mendy   | Preah Khan Reach Svay Rieng                 | 7    |

## Ausrüster/Ausrüster
Stand: 7. April 2021
| Mannschaft                    | Ausrüster | Ausrüster                                       |
| ----------------------------- | --------- | ----------------------------------------------- |
| Angkor Tiger                  | NT Sport  | Pocari Sweat, Voltra Motors, Kirisu Farm, Sabay |
| Asia Euro United              | NT Sport  | Asia Euro University                            |
| Boeung Ket Angkor             | EGO Sport | Cambodia Airways                                |
| Electricite du Cambodge       | FORWARD   | Electricite du Cambodge                         |
| Kirivong Sok Sen Chey         | NT Sport  | Vattanac Bank, E-GetS                           |
| Nagaworld FC                  | FBT       | NagaWorld                                       |
| National Police Commissary FC | FAN       | General Commissariat of National Police         |
| Phnom Penh Crown              | FBT       | Smart Axiata, Pi Pay                            |
| Preah Khan Reach Svay Rieng   | FBT       | Orkide Villa                                    |
| Prey Veng FC                  | FORWARD   | Cambodia Beer                                   |
| Soltilo Angkor                | FORWARD   | Queen Legacy Group                              |
| National Defense Ministry FC  | NT Sport  | {TIFFY                                          |
| Visakha FC                    | FORWARD   | Prince Bank                                     |